# Wolfgang Amadeus Mozart
Wolfgang Amadeus Mozart (tiếng Đức: [ˈvɔlfɡaŋ amaˈdeus ˈmoːtsart]; tên đầy đủ là Johannes Chrysostomus Wolfgangus Theophilus Mozart (27 tháng 1 năm 1756 – 5 tháng 12 năm 1791) là nhà soạn nhạc người Áo. Ông là một trong những nhà soạn nhạc nổi tiếng, quan trọng và có nhiều ảnh hưởng nhất trong thể loại nhạc cổ điển châu Âu. Các tác phẩm của ông được xem là đỉnh cao trong các thể loại nhạc như piano, nhạc thính phòng, nhạc giao hưởng, nhạc tôn giáo và opera. Tuy phong cách nhạc của ông bị một số người chê bai và khinh thường trong thời điểm đó, ông được nhiều nhà soạn nhạc sau này ngưỡng mộ và các tác phẩm của ông trở thành một phần quan trọng trong nhiều buổi hoà nhạc. Joseph Haydn đã viết rằng: "Hậu thế sẽ không thể nhìn thấy tài năng như vậy trong 100 năm".

## Tiểu sử

### Thời thơ ấu

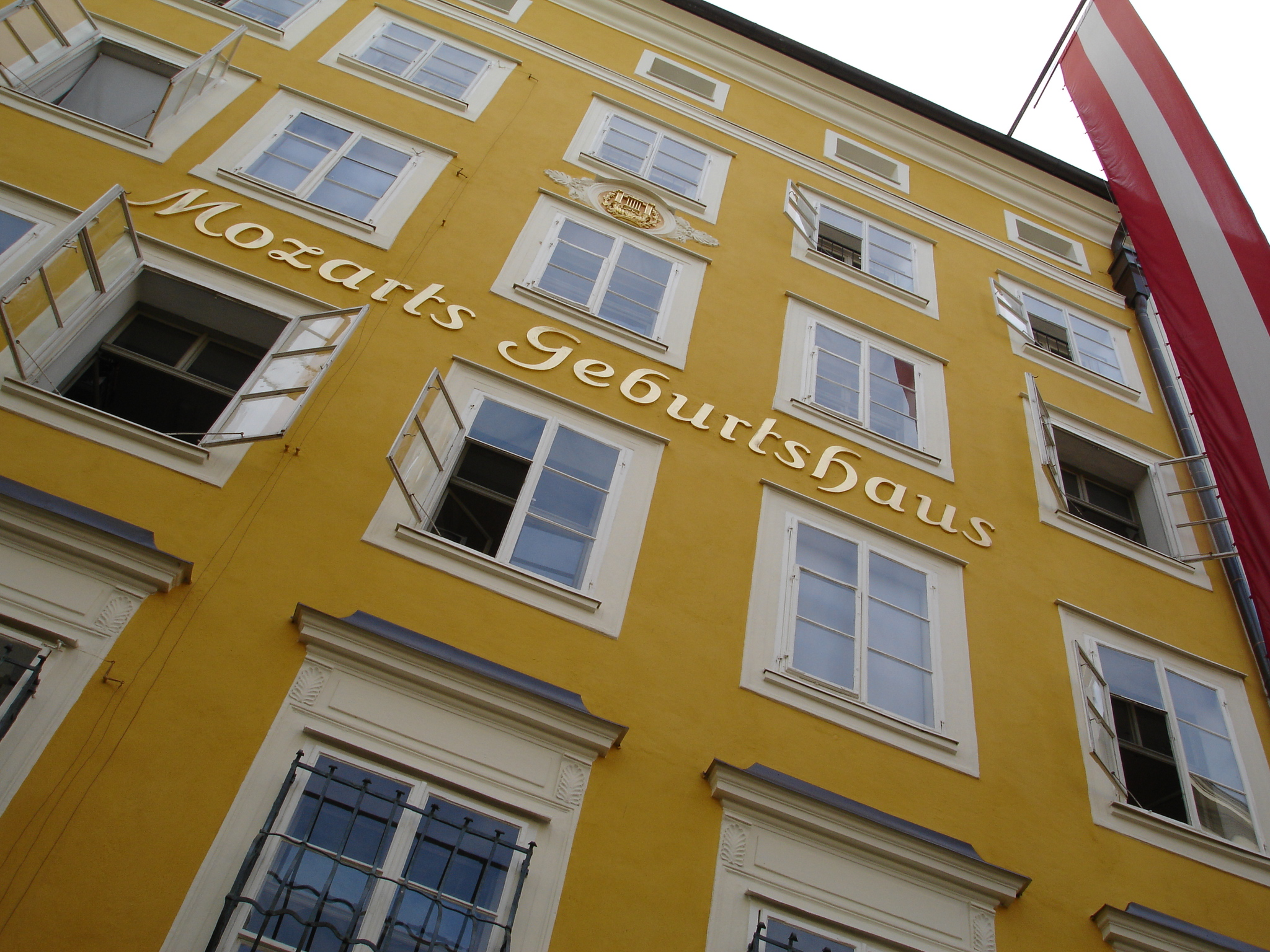
Nơi sinh Mozart ở Getreidegasse 9, Salzburg

Wolfgang Amadeus Mozart sinh ngày 27 tháng 1 năm 1756. Cha ông là Leopold Mozart (1719–1787) và mẹ là bà Anna Maria, nhũ danh Pertl (1720–1778), cư trú tại căn nhà số 9 Getreidegasse ở Salzburg. Thành phố này từng là thủ phủ của Tổng giáo phận Giáo hội Công giáo La Mã, một công quốc giáo hội thuộc Đế quốc La Mã Thần thánh mà sau này thuộc Áo.

Chân dung của W. A. Mozart thời thơ ấu.

Ông Leopold Mozart là người gốc Augsburg, Đức, một nhà soạn nhạc nhỏ, một giáo viên có nhiều kinh nghiệm. Năm 1743, ông được bổ nhiệm là nhạc công chơi vĩ cầm thứ 4 trong đoàn nhạc được thành lập bởi Giám mục Công giáo Count Leopold Anton von Firmian Giám mục cầm quyền của Salzburg (1713–1803). Bốn năm sau, ông kết hôn với bà Anna Maria ở Salzburg. Leopold trở thành chỉ huy phó của dàn nhạc Kapellmeister vào năm 1763. Vào năm Mozart ra đời, ông Leopold đã xuất bản một cuốn sách giáo khoa về vĩ cầm có tên Versuch einer gründlichen Violinschule và đã đạt được thành công vang dội.
Mozart là con út trong số 7 người con mà có 5 người đã mất khi còn bé. Chị gái duy nhất còn lại của ông là Maria Anna Mozart (1751–1829) với biệt danh "Nannerl". Mozart được làm lễ rửa tội sau khi sinh tại nhà thờ St. Rupert's Cathedral. Theo hồ sơ rửa tội thì ông được đặt tên tiếng La-tinh là Joannes Chrysostomus Wolfgangus Theophilus Mozart. Ông thường tự gọi mình là "Wolfgang Amadè Mozart" khi lớn lên nhưng ông còn có nhiều tên gọi khác nhau.
Khi chị gái của Mozart là Nannerl lên 7 tuổi, cô bé bắt đầu được cha dạy các bài học về chơi đàn phím, trong lúc đó cậu em trai 3 tuổi Mozart ngồi nhìn. Nhiều năm sau khi Mozart mất, người chị gái đã hồi tưởng lại:
Cậu ấy thường dành nhiều giờ liền trên phím đàn, lựa chọn các quãng 3 mà cậu ấn tượng sâu sắc nhất và niềm vui của cậu hiện rõ khi nó nghe có vẻ hay... Ở tuổi lên 4, cha cậu, với một mục tiêu rõ ràng, đã bắt đầu dạy cậu một vài bản nhạc đơn giản trên phím đàn. Với sự mềm mại và chính xác tuyệt vời, cậu chơi đàn không một chút lỗi... Năm 5 tuổi, cậu đã sáng tác những bản nhạc đầu tiên trong khi chơi với cha và Leopold là người ghi lại.
Những phần đầu này thuộc Köchel-Verzeichnis. 1–5, được ghi lại trong cuốn hồi ký Nannerl Notenbuch.
Có một số tranh cãi của học giả về việc Mozart lên 4 hay 5 tuổi khi ông tạo ra các tác phẩm âm nhạc đầu tiên của mình, dù có những chút nghi ngờ về việc Mozart đã sáng tác ra những quãng 3 nhạc đầu tiên trong một vài tuần ở các phần các nhau: KVs 1a, 1b and 1c.
Solomon lưu ý rằng dù ông Leopold là giáo viên tận tụy cho các con ông, có bằng chứng rằng cậu bé Mozart đã tỏ ra xuất sắc trong việc phát triển xa hơn những gì cậu được dạy. Những sáng tác đầu tiên đầy vết mực loang của ông và những kết quả đạt được cho thấy trí tuệ phát triển sớm với đàn vĩ cầm là nhờ óc sáng tạo của chính bản thân cậu bé và mang đến sự ngạc nhiên vô cùng lớn cho người cha. Ông Leopold cuối cùng đã từ bỏ sự nghiệp sáng tác để tập trung phát triển tài năng của con trai, mà tài năng đó đang ngày càng nở rộ. Trong những năm đầu đời, cha Mozart là giáo viên duy nhất của ông. Cùng với âm nhạc, cha ông đã dạy các con mình nhiều ngoại ngữ và các môn học thuật.

#### 1762–73: Du lịch

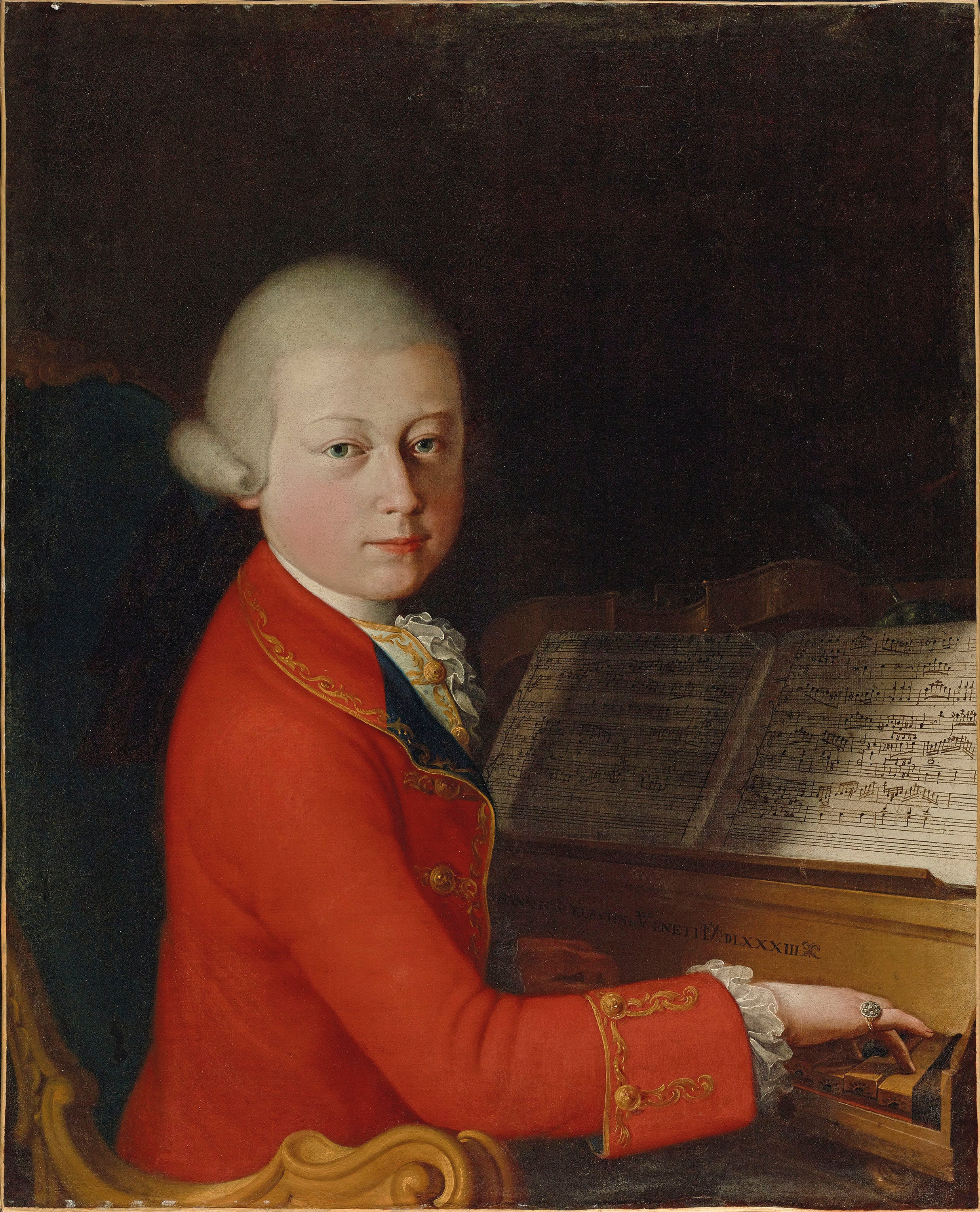
Mozart ở Ý, mùa xuân năm 1770

Trong suốt thời niên thiếu, Mozart cùng gia đình đã thực hiện nhiều chuyến đi khắp Châu Âu mà tại đó ông cùng người chị gái đã biểu diễn như những thần đồng.
Những sự kiện này bắt đầu bằng một buổi triển lãm vào năm 1762 tại cung điện của Tuyển hầu tước Maximilian III Joseph của Bavaria ở Munich và tại Cung điện Hoàng gia ở Viên và Prague.
Một chuyến lưu diễn tiếp đó kéo dài 3 năm rưỡi, cả gia đình đã đến các cung điện tại Munich, Mannheim, Paris, London, The Hague, tiếp đến lại tới Paris và trở về nhà qua Zurich, Donaueschingen và Munich.

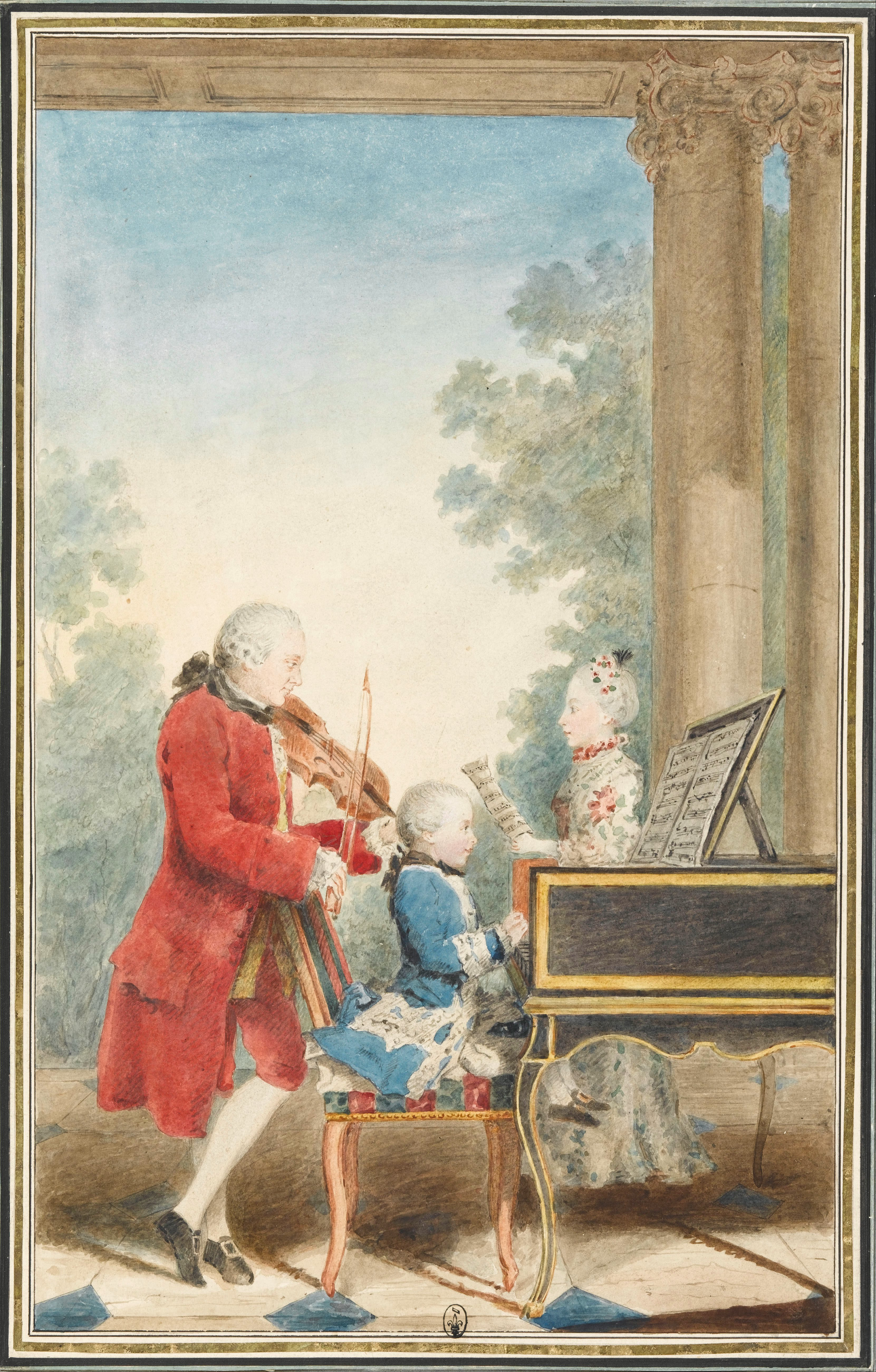
Gia đình Mozart trong chuyến đi: Leopold, Wolfgang và Nannerl. Tranh màu nước của Louis Carrogis Carmontelle, ca. 1763

Mozart viết bản giao hưởng đầu tiên năm lên 8 tuổi. Có thể cha ông đã chuyển biên hầu hết cho ông.
Trong chuyến đi này, Mozart đã gặp một số nhạc công và tự mình làm quen với các tác phẩm của các nhạc công khác. Một trong những sự ảnh hưởng quan trọng đó là Johann Christian Bach, người mà Mozart ghé thăm ở London trong năm 1764 và 1765. Gia đình ông lại tới Viên vào cuối năm 1767 và ở lại đó cho đến tháng 12 năm 1768.
Những chuyến đi này thường gặp khó khăn do điều kiện đi lại còn thô sơ. Cả gia đình phải đợi thư mời và tiền hoàn trả từ giới quý tộc và họ phải chịu đựng các căn bệnh hiểm nghèo, dai dẳng xa nhà: đầu tiên là ông Leopold (London, mùa hè năm 1764), sau đó đến hai con (The Hague, mùa thu năm 1765).
Sau một năm về Salzburg, ông Leopold và Mozart bắt đầu lên đường đến Italia, để lại mẹ và chị gái ở nhà. Chuyến đi kéo dài từ tháng 12 năm1769 tới tháng 3 năm 1771. Giống với những hành trình thuở đầu, ông Leopold muốn phô diễn các khả năng của con trai như một nghệ sĩ trình diễn và một nhạc công trưởng thành nhanh chóng. Mozart đã gặp Josef Mysliveček và Giovanni Battista Martini ở Bologna và được nhận làm thành viên của dàn nhạc giao hưởng Học viện nghệ thuật Accademia Filarmonica danh tiếng.
Tại Roma, năm 14 tuổi, ông được nghe bản nhạc Miserere của Gregorio Allegri hai lần trong buổi biểu diễn tại nhà thờ Sistine Chapelle và đã viết lại theo trí nhớ, nhờ vậy xuất bản các bản sao chép trái phép đầu tiên khi mà bản nhạc này thuộc quyền sở hữu được bảo vệ nghiêm ngặt của tòa thánh Vatican.
Tại Milan, Mozart đã viết vở nhạc kịch Mitridate, re di Ponto (1770) và đã được trình diễn tạo nên thành công. Điều này đã dẫn đến sự ra đời của các vở nhạc kịch sau này. Ông cùng cha trở lại Milan 2 lần (tháng 8–tháng 12 năm 1771; tháng 10 năm 1772 – tháng 3 năm 1773) với việc sáng tác và cho ra mắt Ascanio in Alba (1771) và Lucio Silla (1772). Ông Leopold đã hy vọng chuyến viếng thăm này sẽ đem lại kết quả là con trai ông được bổ nhiệm vị trí chuyên nghiệp ở Ý nhưng những hy vọng này chưa bao giờ được thực hiện.
Cuối chuỗi hành trình cuối cùng ở Ý, Mozart đã viết nên những tác phẩm thánh ca độc tấu đầu tiên, mà vẫn còn được trình diễn rộng rãi cho đến ngày nay, Exsultate, jubilate, K. 165.

### Sự nghiệp
Khoảng cuối năm 1769, năng khiếu âm nhạc sớm phát triển của Mozart đã bắt đầu nở rộ, tuy mới chỉ lên mười ba, cậu bắt đầu sự nghiệp sáng tác một cách nghiêm túc. Đức Tổng Giám mục tại Salzburg là Sigismund von Schrattenbach (1753 - 1771) đã chấp nhận Mozart như một nhạc trưởng, bằng cách cấp một khoản thu nhập cho cậu. Hai cha con Mozart đã thực hiện ba chuyến viễn du sang Ý để công diễn, họ đã được công nhận và gây được sự chú ý đến sự nghiệp của cậu trong giới quý tộc ở đó. Tại Milano Mozart được ủy nhiệm viết opera, vở Mitridate. Vở này sau đó, do chính Mozart chỉ huy, đã được tán thưởng nồng nhiệt. Trở về Salzburg, Mozart biên soạn một loạt giao hưởng và nhạc phụng sự cho giáo hội.
Việc trở về Salzburg của Wolfgang vào 1773 là một trong những cột mốc, lúc ấy có một sự bùng nổ sáng tác khác thường, và một sự chuyển tiếp ra khỏi ảnh hưởng âm nhạc Ý để thiên về phong cách âm nhạc Đức, được đại diện bởi Joseph Haydn.
Vị Tổng Giám mục mới, ngài Bá tước Hieronymus von Colloredo (1772 - 1803), không mấy hài lòng với tần suất yêu cầu của Mozart. Về phần Mozart, khi thấy mức sống của Salzburg đã tăng lên nhiều, nhưng sự yêu chuộng nghệ thuật thì xuống dốc đáng đau buồn, lúc ấy, mối quan hệ của Mozart với Bá tước Colloredo ngày càng trở nên gay gắt.
Cuối cùng, vào tháng 8 năm 1777, ở tuổi hai mươi mốt, Wolfgang xin từ nhiệm, và Bá tước Colloredo đã đồng ý. Thời gian này, Leopold quyết định rằng ông phải còn ở lại phục vụ nhà thờ. Cho nên Wolfgang cùng mẹ đã chuyển đi München, rồi đến Mannheim.
Trong những thành phố này, Mozart có cơ hội để trình diễn với một số những nhạc sĩ tinh tế nhất châu Âu, nhưng không có việc làm lâu dài nào.
Tuy vậy, Mozart đã lưu lại Mannheim một ít lâu. Anh đã phải lòng một ca sĩ mười sáu tuổi vừa tài năng vừa xinh đẹp, tiểu thư Aloysia Weber. Wolfgang đã làm kinh hoảng người cha, khiến ông phải ra sức thuyết phục con trai chuyển tới Paris.

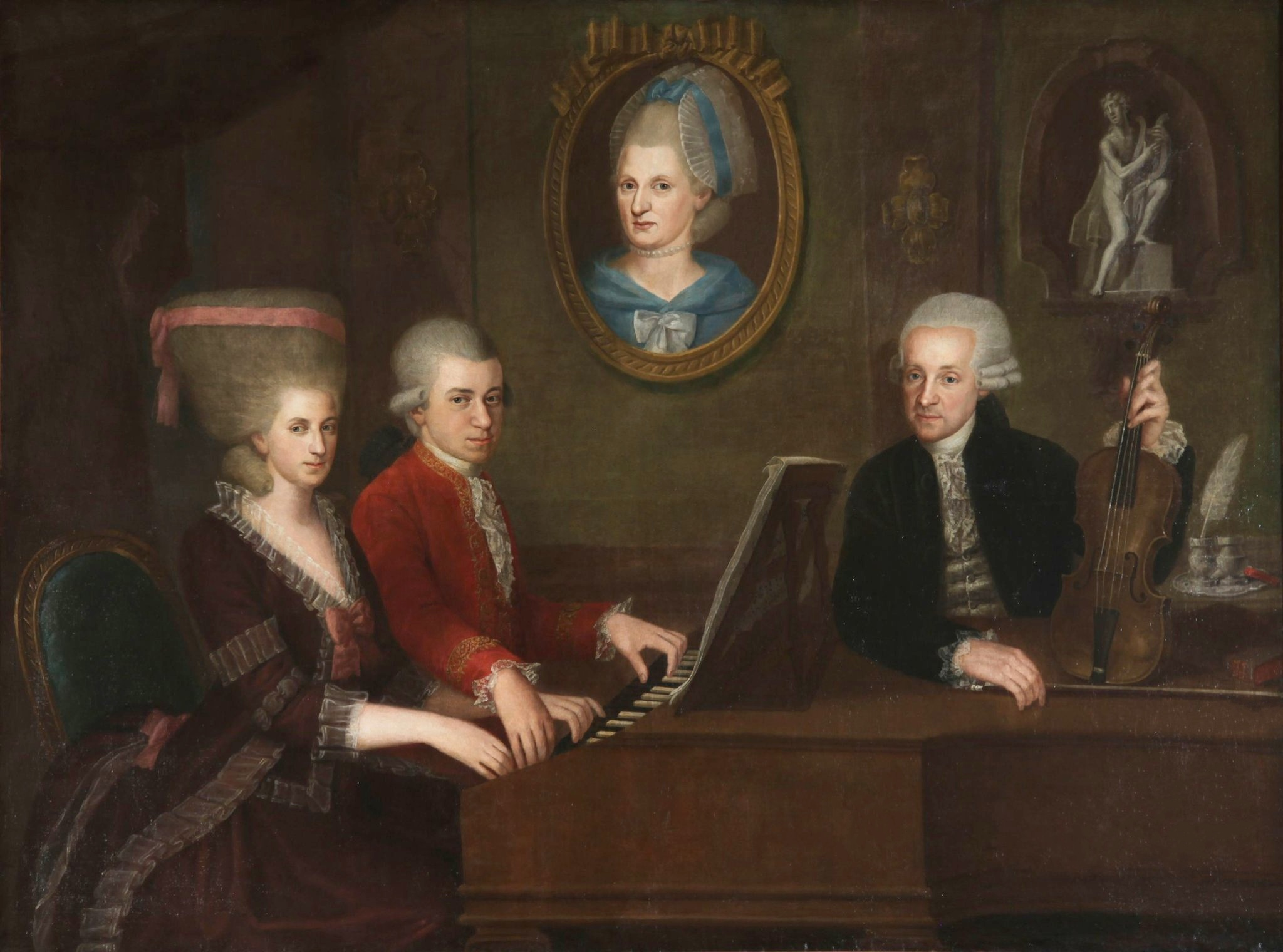
Từ trái sang phải: chị gái Mozart, Mozart và Leopold Mozart. Bức chân dung treo trên tường là mẹ của Mozart

Tại Paris, Mozart biên soạn giáo trình âm nhạc, tiếp xúc các nhà xuất bản, viết bất cứ cái gì anh có thể bán hoặc trình diễn - những bản sonata cho đàn violin và đàn phím, một concerto cho sáo và thụ cầm, những bản biến tấu đàn phím, và symphony Paris của anh. Nhưng thành phố này tỏ ra là sự chán nản khác. Mozart tiếp tục đánh vật với khoản tài chính eo hẹp và lại bị đè nặng thêm bằng cái chết của người mẹ. Buồn bã và miễn cưỡng, anh trở về Salzburg quê cha, mang theo nợ nần, nhưng tin tưởng rằng viễn cảnh của mình sẽ sáng sủa hơn. Người yêu của anh, tiểu thư Aloysia, trong thời gian ấy đã chuyển đi với gia đình tới thành Viên, nơi mà người ta muốn cô ấy kết hôn với một diễn viên kiêm họa sĩ tài tử, Joseph Lange.
Khi nhận nhiệm vụ nhạc trưởng và đệm đại phong cầm cho nhà thờ lớn, Mozart cảm thấy những nhiệm vụ đó quá tẻ nhạt. Vào 1781 anh tới München để diễn opera, vở Idomeneo, một thành công rực rỡ. Sau đó, được tòa Tổng Giám mục triệu hồi về thành Viên, Mozart đã tìm thấy một công việc có uy tín. Nhưng mối quan hệ căng thẳng giữa vị giáo sĩ và nhạc sĩ đã khiến Mozart cuối cùng đã tự rút lui vào tháng 6 năm đó.
Có lẽ trong những tháng kế tiếp Mozart đã gặp Haydn lần thứ nhất, người nhạc sĩ này đang viếng thăm thành Viên. Tình bằng hữu phát triển đã mang lại ảnh hưởng cho tốt công việc của cả hai nhạc sĩ về sau. Mozart, trong thời gian ấy, đã cư ngụ với gia đình Weber, và rồi, vào năm 1782, kết hôn với tiểu thư Constanze (1762 - 1842), em gái của Aloysia, mặc dù gặp sự phản đối mạnh mẽ của cha ruột. Từ đó, có một sự lãnh đạm giữa Wolfgang và cha của anh mà không bao giờ hàn gắn được. Trong những vấn đề tài chính, cả Wolfgang lẫn Constanze đều không thận trọng. Họ đã sớm rơi vào tình trạng khó khăn.

Chân dung Mozart năm 1785 bởi Joseph Grassi

Không có khả năng để giữ một sự chỉ định lâu dài, Mozart lại soạn giáo trình và viết nhạc để kiếm tiền. Vì muốn được nêu danh như một người chơi piano, ông viết nhiều những concerto piano tuyệt vời cho chính mình.
Một thời gian sau, ông đạt được kết quả đáng kể. Thành công vang dội sau vở opera Le nozze di Figaro (Đám cưới Figaro), Mozart du lịch tới Praha, nơi ông được ủy nhiệm viết một opera mới. Hợp tác với văn hào Lorenzo da Ponte, trong năm 1787, Mozart hoàn thành vở Don Giovanni. Đa số mọi người khen ngợi, nhưng có nhiều ý kiến cho rằng âm nhạc của ông ngày càng khó tiếp cận hơn. Phong thái âm nhạc nhẹ nhàng trước đây của ông đang biến mất dần; nhạc công và thính giả có nhiều lời than phiền là ngày càng khó cảm thụ hơn.
10 năm cuối đời của Mozart là một thời kỳ dài của cả sự đau khổ do tài chính kiệt quệ, lẫn sức mạnh sáng tạo khác thường. 3 bản giao hưởng cuối cùng, được viết trong vòng 6 tuần lễ vào năm 1788 đã không bao giờ được trình tấu lúc sinh thời của ông. Tổng cộng, những năm này ông đã sáng tác những hơn 200 tác phẩm thuộc nhiều thể loại khác nhau.
Năm 1791, Mozart gặp khó khăn trong việc soạn nhạc cho vở opera Die Zauberfloete (Cây sáo thần), khi hợp tác với văn hào Emanuel Schikaneder.
Công việc bị gián đoạn trong tháng 7 vì một chuyến viếng thăm của nhân vật lạ mặt huyền bí đã đưa ra đề nghị hậu hĩnh cho tác phẩm Requiem. Tâm hồn bị chấn động với đề tài này vì cảm nghiệm sự suy tàn do sức khỏe cạn kiệt, Mozart trở nên bị ám ảnh với nhạc đề lễ mồ dành cho sự ra đi của chính mình. Có nhiều giả thuyết cố lý giải rằng ai có thể đã ủy nhiệm một công việc như vậy. Một nhà sáng tác nào đó muốn sử dụng tác phẩm với tên của họ? Một người bạn già cố gắng bí mật giúp đỡ Mozart về mặt tài chính?
Tháng 9, tác phẩm Die Zauberflote được hoàn thành và trình diễn. Mozart viết tiếp Requiem, nhưng không thể hoàn thành nó. Ông qua đời vào lúc 0:55 rạng sáng ngày 5 tháng 12 năm 1791. Hôm sau, bạn bè đến tham dự tang lễ ngoài trời; Constanze không đủ sức để có mặt. Sau đó, giữa một cơn bão tuyết dữ dội, thi hài được chuyên chở không có người đưa tiễn tới một đất thánh bên ngoài cổng thành phố, theo tập tục lúc bấy giờ của tầng lớp trung lưu Áo. Gia đình Mozart vì khó khăn đã đưa thi hài chôn trong một nghĩa trang công cộng của người nghèo để Mozart yên giấc ngàn thu. Ông được chôn cất tại nghĩa trang Sankt Marxer Friedhof

## Tóm tắt sự nghiệp
| Năm  | Tuổi | Sự kiện trong đời | Sự kiện trong sự nghiệp | Sự kiện lịch sử                                                                                     |
| ---- | ---- | --- | --- | --------------------------------------------------------------------------------------------------- |
| 1756 | 0    | Sinh tại Salzburg, 27 tháng 1. | | Cuộc Chiến tranh Bảy năm bùng nổ.                                                                   |
| 1758 | 2    | | | Domenico Scarlatti và Johann Stamitz qua đời.                                                       |
| 1759 | 3    | Bắt đầu chơi clavier. | | George Frederick Handel qua đời.                                                                    |
| 1760 | 4    | Bắt đầu những bài học với cha, ông Leopold. | | George III lên ngôi vua tại Anh Quốc.                                                               |
| 1761 | 5    | | Biên soạn những khúc nhạc đầu tiên. | |
| 1762 | 6    | Bắt đầu những chuyến viễn du, du lịch tới München và Viên và xuất hiện đầu tiên như một thần đồng. | Viết những khúc nhạc cho đàn phím đầu tiên, bốn minuet và một allegro, K.1-5 (Xem: Chỉ số K).                                                      | Ekaterina II Đại Đế lên ngôi Nữ hoàng Nga.                                                          |
| 1763 | 7    | Viết cho những buổi hòa nhạc ở Đức, Pháp và Hà Lan. | Biên soạn những khúc nhạc đầu tiên cho vĩ cầm, K.6-8.                                                                                              | Cuộc Chiến tranh Bảy năm chấm dứt                                                                   |
| 1764 | 8    | Tiếp tục du lịch sang Luân Đôn. Gặp Johann Christian Bach và chơi nhạc cho vua George III. | Biên soạn những bản nhạc hòa tấu đầu tiên, K.16 và 19.                                                                                             | |
| 1765 | 9    | Lưu lại Luân Đôn cho đến mùa thu. Trở về lại lục địa, bị nhiễm bệnh sốt phát ban. | | |
| 1766 | 10   | Sau những buổi hòa nhạc tại Versailles, Genève và München, quay về Salzburg. Cuộc hành trình đầu tiên đã kéo dài gần ba năm rưỡi.                                                                                     | | |
| 1767 | 11   | Tĩnh dưỡng một năm tại Salzburg sau cơn bệnh đậu mùa. | Biên soạn loạt đầu tiên những concerto cho dương cầm, K.37, 39 và 41.                                                                              | George Philipp Telemann qua đời.                                                                    |
| 1768 | 12   | Chơi nhạc cho Nữ hoàng Áo Maria Theresia tại kinh đô Viên. | Viết nhạc cho các vở opera La finta semplice và Bastien and Bastienne.                                                                             | |
| 1769 | 13   | Du lịch tới Ý với cha. Thành công rực rỡ tại Verona. | Biên soạn những bộ lễ đầu tiên và một số giao hưởng.                                                                                               | Napoléon Bonaparte ra đời.                                                                          |
| 1770 | 14   | Trọn năm này lưu diễn trong những thành phố lớn của Ý. | Viết tứ tấu đàn dây đầu tiên, K.80, và opera Mitridate trình diễn được 21 lần.                                                                     | Ludwig van Beethoven ra đời.                                                                        |
| 1771 | 15   | Trở về Salzburg một thời gian ngắn và lần nữa du lịch tới Ý. | Viết opera Ascanio in Alba. | |
| 1772 | 16   | Hieronymus von Colloredo làm Tổng Giám mục Salzburg. | Viết opera Lucio Silla. | Cuộc chia cắt Ba Lan lần thứ nhất                                                                   |
| 1773 | 17   | Không thành công khi nhận sự chỉ định nhiệm vụ ở giáo đường Maria Theresia. | Tiếp tục viết tứ tấu đàn dây và divertimenti. | Tác phẩm Faust của đại thi hào Goethe xuất bản.                                                     |
| 1774 | 18   | Hầu hết năm ở tại Salzburg. Vào tháng 12, du lịch tới München. | Soạn bộ lễ cung Fa, K.192. | |
| 1775 | 19   | Trọn năm ở tại Salzburg. | Viết năm concerto cho vĩ cầm. | |
| 1776 | 20   | Ở tại Salzburg. Mối quan hệ với Đức Tổng Giám mục Colloredo xấu đi. | Viết serenade Haffner, K.250 và concerto cho ba dương cầm, K.242.                                                                                  | Hoa Kỳ tuyên bố độc lập.                                                                            |
| 1777 | 21   | Cùng mẹ chuyển đến Paris. Dừng chân tại Mannheim, gặp và yêu Aloysia Weber. | Viết concerto cho dương cầm cung Eb, K.271. | |
| 1778 | 22   | Chia tay Aloysia ở Mannheim và lên đến Paris. Mẹ của Mozart ngã bệnh và qua đời. Quay về Salzburg, đến thăm Aloysia tại München, nhưng nàng khước từ chàng.                                                           | Viết giao hưởng Paris, số 31 cung D, K.297. | Các nhà hiền triết Voltaire và Jean-Jacques Rousseau qua đời. Cuộc Chiến tranh Kế vị Bayern bùng nổ |
| 1779 | 23   | Trở thành nhạc sĩ đại phong cầm cho Tổng Giám mục Colloredo tại Salzburg. | Viết Sinfonia Concertante for Violin and Viola, K.364.                                                                                             | Cuộc Chiến tranh Kế vị Bayern chấm dứt.                                                             |
| 1780 | 24   | Ở Salzburg cho đến hết năm khi du lịch tới München. Aloysia Weber kết hôn với Joseph Lange. | Viết opera Idomeneo và bộ lễ cung C, K.317. | Nữ hoàng Maria Theresia mất, Hoàng đế Joseph II lên kế vị.                                          |
| 1781 | 25   | Ngưng phục vụ Tổng Giám mục Colloredo và chuyển đến thành Viên. Hứa hôn với em gái của Aloysia, tiểu thư Constanze. Gặp Joseph Haydn.                                                                                 | Bắt đầu viết vở opera Die Entfuehrung aus dem Serail.                                                                                              | Quyển Phê phán lý tính thuần tuý của Emmanuel Kant xuất bản.                                        |
| 1782 | 26   | Viết cho những buổi hòa nhạc của thành Viên. Kết hôn với Constanze. | Viết giao hưởng Haffner, K.385; và các concerto cho dương cầm, K. 413, K.415; tứ tấu đàn dây số 14, K.387, Tuyển tập dành cho Haydn đầu tiên.      | Johann Christian Bach qua đời.                                                                      |
| 1783 | 27   | Cái chết của đứa con trai đầu lòng. Đưa Constanze về Salzburg để cho nàng làm quen với cha và chị gái, nhưng Leopold không cảm thông.                                                                                 | Viết dang dở bộ lễ cung Cm, K.427; hoàn thành giao hưởng Linz, số 36, K.425, và tứ tấu đàn dây khác dành cho Haydn, K.428.                         | |
| 1784 | 28   | Sinh con trai, Karl Thomas. Được kết nạp vào hội Tam Điểm | Biên soạn một loạt concerto cho dương cầm, K.440, K.450, K.451, K.453, K.459.                                                                      | |
| 1785 | 29   | | Bắt đầu hợp tác với da Ponte viết vở opera Đám cưới Figaro. Hoàn thành bộ tứ tấu đàn dây và concerto cho dương cầm cho Haydn, K.466, K.467, K.482. | Vua Phổ Friedrich II Đại Đế thiết lập "Liên minh các Vương hầu" chống Áo.                           |
| 1786 | 30   | Con trai thứ ba sinh và chết. | Viết concerto cho dương cầm cung C, K.503. | Vua Friedrich II Đại đế qua đời.                                                                    |
| 1787 | 31   | Trong chuyến viếng thăm Praha được mời viết một vở opera. Được Beethoven 17 tuổi viếng thăm khi đến thành Viên. Ông Leopold qua đời. Sinh con gái nhưng chết lúc sáu tháng tuổi.                                      | Viết opera Don Giovanni và Eine kleine Nachtmusik.                                                                                                 | Cuộc Chiến tranh Áo-Thổ Nhĩ Kỳ (1787–1791) bùng nổ                                                  |
| 1788 | 32   | Vở Campus thành công vang dội ở chốn kinh kì Viên | Ba giao hưởng cuối cùng: số 39 cung Eb, K.543; số 40 Cung Gm, K.550; Jupiter, số 41 cung C, K.551.                                                 | |
| 1789 | 33   | Du lịch tới thành Berlin. Chơi các tác phẩm organ của Bach. Đứa con gái khác được sinh ra và chết. | Bắt đầu viết vở opera Cosi fan tutte. | Cách mạng Pháp bùng nổ với việc phá ngục Bastille.                                                  |
| 1790 | 34   | Nợ nần lúc đầu, chuyển đi Mainz, Mannheim, München và Frankfurt am Main, nhưng chuyến đi bất lợi. Sức khỏe suy sụp.                                                                                                   | | |
| 1791 | 35   | Người lạ mặt ủy nhiệm viết Requiem (Cầu hồn). Praha mời viết một opera cho lễ đăng quang của Hoàng đế Leopold II. Người bạn, Schikaneder, hỏi về hoàn thành của tác phẩm "Die Zauberfloete". Qua đời ngày 5 tháng 12. | Những vở opera được hoàn thành và trình diễn: La clemenza di Tito (6 tháng 9) và Die Zauberfloete (30 tháng 9). Bộ lễ Requiem không hoàn thành.    | Cuộc Chiến tranh Áo-Thổ Nhĩ Kỳ chấm dứt                                                             |

## Tác phẩm
Dưới đây là một số tác phẩm của Mozart theo một vài thể loại. "K." hoặc "KV" là viết tắt của "Köchel Verzeichnis", nghĩa là niên đại (theo ngày sáng tác) các tác phẩm của Mozart theo Ludwig von Köchel. Chú ý rằng danh mục này được cải thiện nhiều lần, dẫn đến một vài sự nhập nhằng ở một vài số KV.

### Hành khúc
- March in D major, K. 62
- March in D major, K. 189
- March in C major, K. 214
- March in D major, K. 237
- March in F major, K. 248
- March in D major, K. 249
- March in D major, K. 290
- March in D major, K. 335, số 1
- March in D major, K. 335, số 2
- March in C major, K. 408, số 1
- March in D major, K. 408, số 2

### Sonata dành cho dương cầm
- Piano Sonata số 1 Đô trưởng, K. 279 (mùa hè tại Munich năm 1774)
- Piano Sonata số 2 Fa trưởng, K. 280 (Mùa hè tại Munich năm 1774)
- Piano Sonata số 3 Si giáng, K. 281 (Mùa hè tại Munich năm 1774)
- Piano Sonata số 4 Mi giáng, K. 282 (Mùa hè tại Munich năm 1774)
- Piano Sonata số 5 Sol trưởng, K. 283 (Mùa hè tại Munich năm 1774)
- Piano Sonata số 6 Rê trưởng, K. 284 (mùa xuân tại Munich năm 1775)
- Piano Sonata số 7 Đô trưởng, K. 309 (tháng 11 tại Mannheim năm 1777)
- Piano Sonata số 8 La thăng, K. 310 (Mùa hè tại Paris năm 1778)
- Piano Sonata số 9 Rê trưởng, K. 311 (tháng 11 Mannheim năm 1777)
- Piano Sonata số 10 Đô trưởng, K. 330 (năm 1783)
- Piano Sonata số 11 "Turkish Rondo" La trưởng, K. 331 (năm 1783)
- Piano Sonata số 12 Fa trưởng, K. 332 (năm 1783)
- Piano Sonata số 13 Si giáng, K. 333 (năm 1783)
- Piano Sonata số 14 Đô thăng, K. 457 (tháng 10 tại Viên năm 1784)
- Piano Sonata số 15 Fa trưởng, K. 533/494 (tháng 1 tại Viên năm 1788)
- Piano Sonata số 16 Đô trưởng, K. 545 (ngày 26 tháng 6 năm 1788 tại Viên)
- Piano Sonata số 17 Si giáng, K. 570 (tháng 2 năm 1789 tại Viên)
- Piano Sonata số 18 Rê trưởng, K. 576 (tháng 7 tại Viên năm 1789)

### Concerto dành cho dương cầm
- Piano Concerto số 1 Fa trưởng, K. 37
- Piano Concerto số 2 Si giáng trưởng, K. 39
- Piano Concerto số 3 Rê trưởng, K. 40
- Piano Concerto số 4 Sol trưởng, K. 41
- Piano Concerto số 5 Rê trưởng, K. 175
- Piano Concerto số 6 Si giáng trưởng, K. 238
- Piano Concerto số 7 Fa trưởng, K. 242
- Piano Concerto số 8 Đô trưởng, K. 246
- Piano Concerto số 9 Mi giáng trưởng, K. 271
- Piano Concerto số 10 Mi giáng trưởng, K. 365
- Piano Concerto số 11 Fa trưởng, K. 413
- Piano Concerto số 12 La trưởng, K. 414
- Piano Concerto số 13 Đô trưởng, K. 415
- Piano Concerto số 14 Mi giáng trưởng, K. 449
- Piano Concerto số 15 Si giáng trưởng, K. 450
- Piano Concerto số 16 Rê trưởng, K. 451
- Piano Concerto số 17 Sol trưởng, K. 453
- Piano Concerto số 18 Si giáng trưởng, K. 456
- Piano Concerto số 19 Fa trưởng, K. 459
- Piano Concerto số 20 Rê thứ, K. 466
- Piano Concerto số 21 Đô trưởng, K. 467
- Piano Concerto số 22 Mi giáng trưởng, K. 482
- Piano Concerto số 23 La trưởng, K.488
- Piano Concerto số 24 Đô thứ, K. 491
- Piano Concerto số 25 Đô trưởng, K. 503
- Piano Concerto số 26 Rê trưởng, K. 537
- Piano Concerto số 27 Si giáng trưởng, K. 595

### Khiêu vũ
- 7 Menuets, K. 65a/61b
- 4 Contredanses, K. 101/250a
- 20 Menuets, K. 103
- 6 Menuets, K. 104/61e
- 6 Menuets, K. 105/61f
- Menuet in E-flat, K. 122
- Contredanse in B-flat, K. 123
- 6 Menuets, K. 164
- 16 Menuets, K. 176
- 4 Contredanses, K. 267/271c
- Gavotte in B-flat, K. 300
- 3 Menuets, K. 363
- 5 Menuets, K. 461
- 6 Contredanses, K. 462/448b
- 2 Quadrilles, K. 463/448c
- 6 German Dances, K. 509
- Contredanse in D, "Das Donnerwetter", K. 534
- Contredanse in C, "La Bataille", K. 535
- 6 German Dances, K. 536
- 6 German Dances, K. 567
- 12 Menuets, K. 568
- 6 German Dances, K. 571
- 12 Menuets, K. 585
- 12 German Dances, K. 586
- Contredanse in C, "Der Sieg vom Helden Koburg", K. 587
- 6 Menuets, K. 599
- 6 German Dances, K. 600
- 4 Menuets, K. 601
- 4 German Dances, K. 602
- 2 Contredanses, K. 603
- 2 Menuets, K. 604
- 3 German Dances, K. 605
- 6 German Dances, K. 606
- 5 German Dances, K. 609
- Contredanse in G, K. 610

### Xônat nhà thờ
- Church Sonata No. 1 K. 41h (1772)
- Church Sonata No. 2 K. 68 (1772)
- Church Sonata No. 3 K. 69 (1772)
- Church Sonata No. 4 in D, K. 144 (1772)
- Church Sonata No. 5 in F, K. 145 (1772)
- Church Sonata No. 6 in B', K. 212 (1775)
- Church Sonata No. 7 in F'', K. 241a (1776)
- Church Sonata No. 8 in A, K. 241b (1776)
- Church Sonata No. 9 in G, K. 241 (1776)
- Church Sonata No. 10 in F, K. 244 (1776)
- Church Sonata No. 11 in D, K. 245 (1776)
- Church Sonata No. 12 in C, K. 263 (1776)
- Church Sonata No. 13 in G, K. 274 (1777)
- Church Sonata No. 14 in C, K. 278 (1777)
- Church Sonata No. 15 in C, K. 328 (1779)
- Church Sonata No. 16 in C, K. 329 (1779)
- Church Sonata No. 17 in C, K. 336 (1780)

### Organ
- Fugue in E-flat major, K. 153 (375f)
- Fugue in G minor, K. 154 (385k)
- Ouverture in C major, K. 399 (385i)
- Fugue in G minor, K. 401 (375e)
- Eine kleine Gigue, K. 574
- Adagio and Allegro in F minor for a Mechanical Organ, K. 594 (1790)
- Fantasia in F minor for a Mechanical Organ, K. 608 (1791)
- Andante in F for a Small Mechanical Organ, K. 616 (1791)

### Opera
- Die Schuldigkeit des ersten Gebots, K. 35 (1767)
- Apollo et Hyacinthus, K. 38 (1767)
- Bastien und Bastienne, K. 50=46b (1768)
- La finta semplice, K. 51 (1768)
- Mitridate, re di Ponto, K. 87 (1770)
- Ascanio in Alba, K. 111 (1771)
- Betulia liberata, K. 118=74c (1771)
- Il sogno di Scipione, K. 126 (1772)
- Lucio Silla, K. 135 (1772)
- Thamos, König in Ägypten (1773, 1775)
- La finta giardiniera, K. 196 (1774–75)
- Il re pastore, K. 208 (1775)
- Zaide, K. 344 (1779)
- Idomeneo, K. 366 (1781)
- Die Entführung aus dem Serail, K. 384 (1782)
- L'oca del Cairo, K. 422 (1783)
- Lo sposo deluso, K. 430
- Der Schauspieldirektor, K. 486 (1786)
- Le nozze di Figaro, K. 492 (1786)
- Don Giovanni, K. 527 (1787)
- Così fan tutte, K. 588 (1789)
- Die Zauberflöte, K. 620 (1791)
- La clemenza di Tito, K. 621 (1791)

## Nhạc cụ
Mặc dù một số tác phẩm thời kỳ đầu của Mozart được viết cho harpsichord, nhưng trong thời gian này ông cũng đã có cơ hội làm quen với những cây đàn fortepiano được chế tạo bởi người thợ vùng Regensburg Franz Jakob Späth. Khi Mozart đến thăm Augsburg, ông đã rất ấn tượng và đánh giá cao những cây đàn piano của Stein và chia sẻ điều này trong một bức thư gửi cho cha mình. Ngày 22 tháng 10 năm 1777, Mozart đã công diễn tác phẩm concerto triple-piano(K.242) của mình trên các cây đàn của Stein. Demmler, người chơi đàn organ của Nhà thờ Augsburg, chơi phần đầu tiên, Mozart chơi phần thứ hai và Stein chơi phần thứ ba. Năm 1783 khi sống ở Viên, ông đã mua một cây đàn của hãng Walter. Theo Leopold Mozart trong một bức thư gửi cho con gái, nhà soạn nhạc Mozart rất gắn bó với cây đàn fortepiano Walter của mình: "Không thể diễn tả được sự náo nhiệt này. Đàn piano của anh trai con đã được di chuyển ít nhất mười hai lần từ nhà đến nhà hát hoặc đến nhà người khác."

## Các bản nhạc
- Trục trặc khi nghe? Xem hướng dẫn.

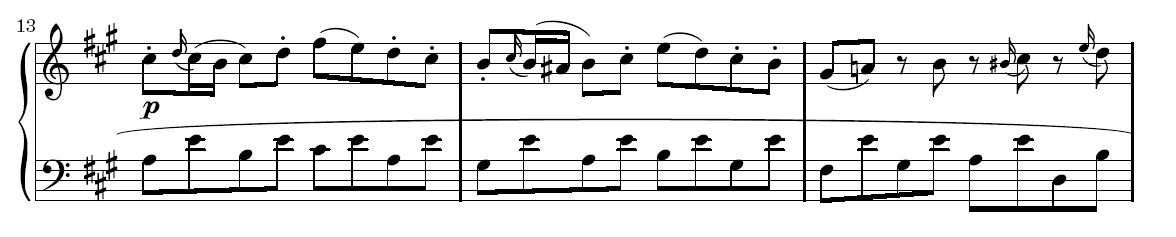
KV 331, nhịp 13 đến nhịp 15 ngheⓘ
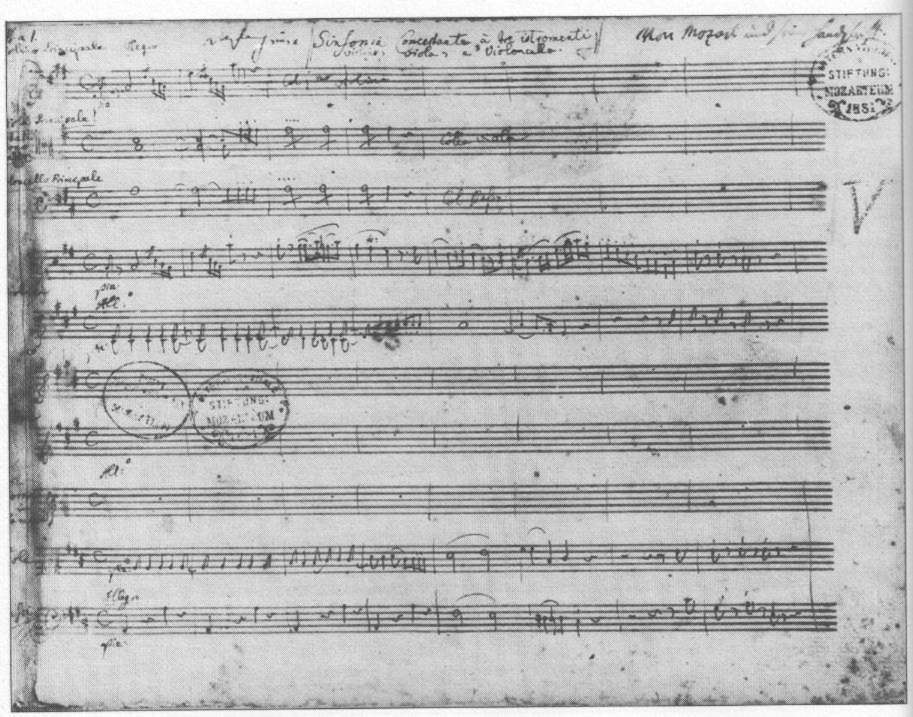
KV 364
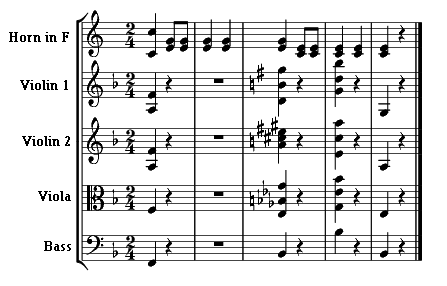
Tríc từ Ein Muskalischer Spaß showing his experiment of multitonality, KV 522 Playⓘ
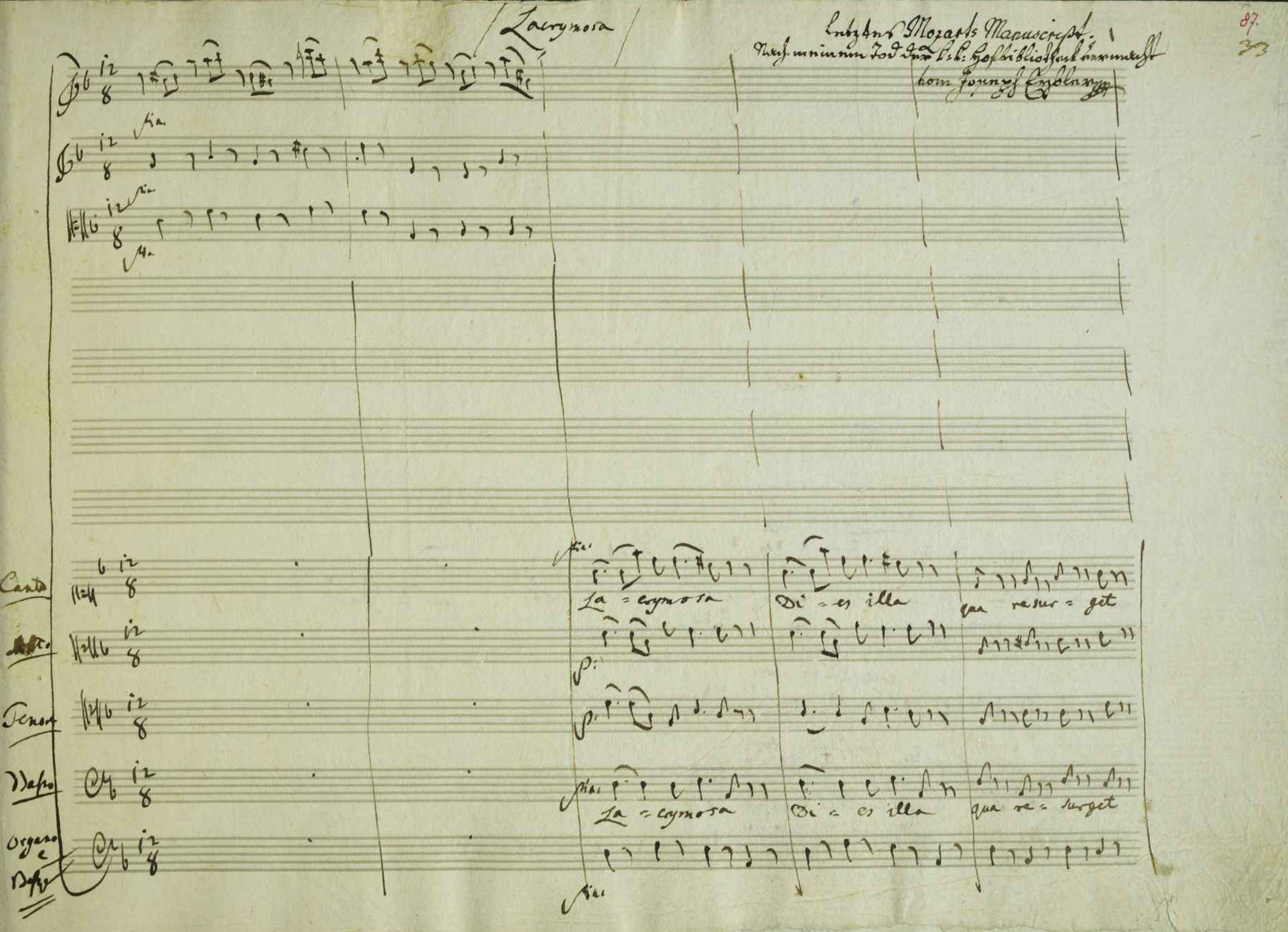
Trang cuối của Requiem
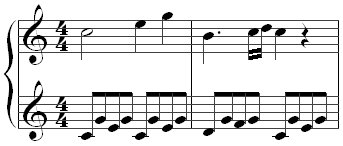
KV 545 phần mở đầu ngheⓘ
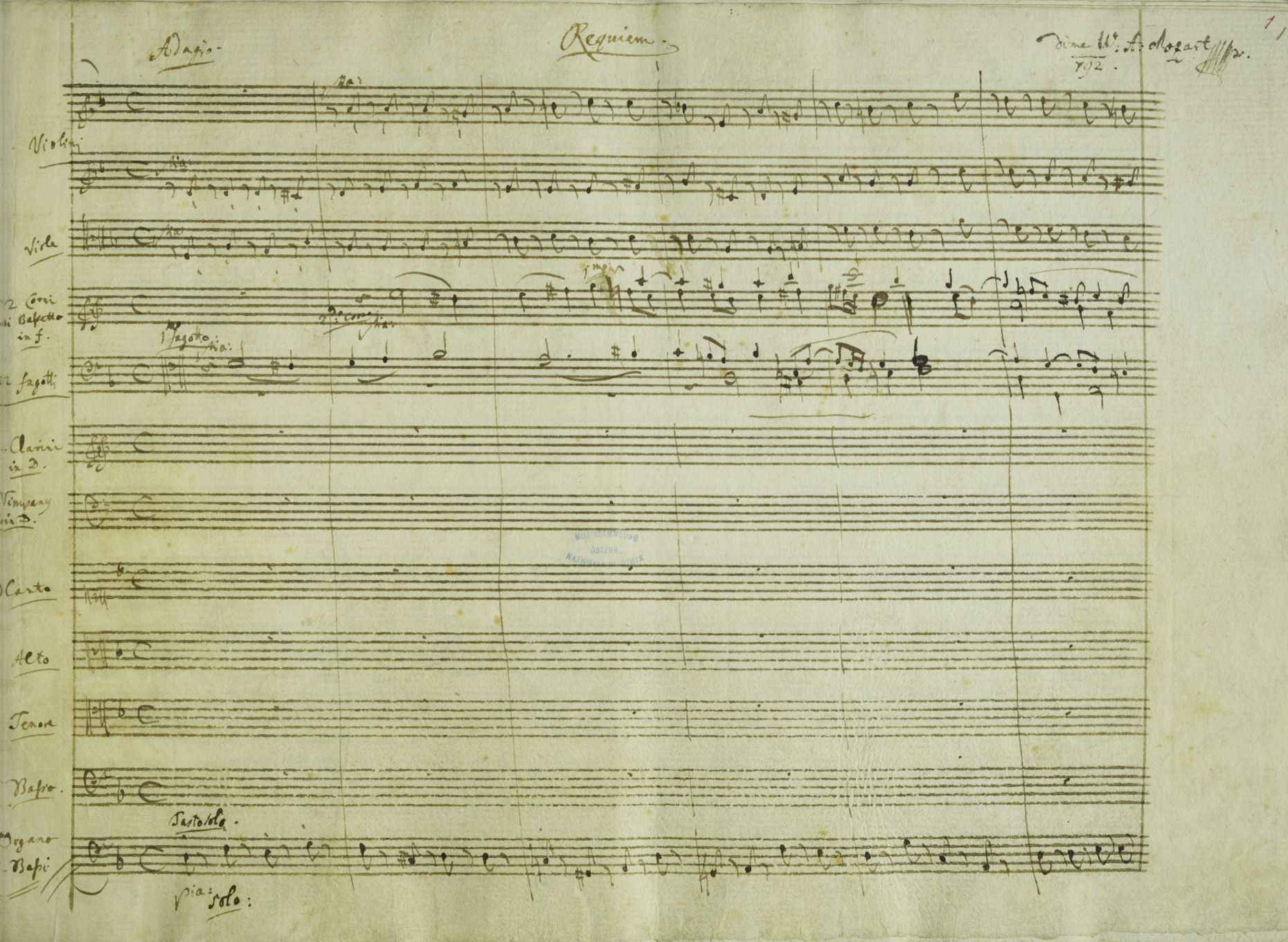
K626 Requiem

### Sách
- Abert, Hermann (2007) W. A. Mozart. Stewart Spencer dịch, kèm ghi chú của Cliff Eisen. New Haven: Yale University Press. ISBN 0300072236
- Deutsch, Otto Erich (1966) Mozart: A Documentary Biography, Stanford University Press, ISBN 0804702330.
- Halliwell, Ruth (1998) The Mozart Family: Four Lives in a Social Context, Oxford: Oxford University Press, ISBN 0198163711.
- Robbins Landon, H. C. (1990) Mozart's Last Year, Luân Đôn, Fontana Paperbacks, ISBN 0-00-654324-3
- Rushton, Julian (1998) New Grove Dictionary of Opera, Luân Đôn: Grove Publications, ISBN 0-333-73432-7.
- Sadie, Stanley (biên tập) (1980). New Grove Dictionary of Music and Musicians. Luân Đôn: Macmillan. ISBN 9780333231111.
- Solomon, Maynard (1996) Mozart: A Life, Harper Perennial, ISBN 0060926929.
- Steptoe, Andrew (1990) The Mozart—da Ponte Operas, Oxford: Oxford University Press, ISBN 0198162219.
- Till, Nicholas (1994) Mozart and the Enlightenment: Truth, Virtue and Beauty in Mozart's Operas, W. W. Norton & Company, ISBN 0393313956.